# Brüno Gehard
Brüno Gehard, soms ook geschreven als Bruno of Brueno, is een typetje van de Britse komiek Sacha Baron Cohen. Hij is een fictieve homoseksuele Oostenrijkse modejournalist die met een sterk Duits accent praat.
In het televisieprogramma Da Ali G Show ging hij in Funkyzeit mit Bruno naar modeshows en modewinkels, waar hij allerlei mensen interviewde en waarbij hij op overdreven wijze zijn homoseksualiteit uitte. In dit programma zei hij onder andere dat "Housemuziek in de jaren 30 de Tweede Wereldoorlog had kunnen voorkomen" en dat "Bin Laden er cool uitziet". Daarnaast beweerde hij dat mode meer levens redt dan dokters.
In 2009 bracht Universal Studios, in samenwerking met Cohen, de film Brüno uit.